# Lilla Harrie
Lilla Harrie  är en tätort, tillika kyrkort i Lilla Harrie socken i Kävlinge kommun i Skåne län belägen längs länsväg 104 i Kävlinge kommuns östligaste del. 

## Historia
Före skiftesreformerna var, historiskt, Lilla Harrie och Stora Harrie samma by . En nu försvunnen runsten, Lilla Harriestenen stod en gång i Lilla Harrie.

### Befolkningsutveckling
| Befolkningsutvecklingen i Lilla Harrie 1960–2020 | Befolkningsutvecklingen i Lilla Harrie 1960–2020 | Befolkningsutvecklingen i Lilla Harrie 1960–2020 | Befolkningsutvecklingen i Lilla Harrie 1960–2020 | Befolkningsutvecklingen i Lilla Harrie 1960–2020 |
| ------------------------------------------------ | ------------------------------------------------ | ------------------------------------------------ | ------------------------------------------------ | ------------------------------------------------ |
|                                                  |                                                  |                                                  |                                                  |                                                  |
| År                                               |                                                  |                                                  | Folkmängd                                        | Areal (ha)                                       |
| 1960                                             | 1960                                             |                                                  | 288                                              |                                                  |
| 1965                                             | 1965                                             |                                                  | 280                                              |                                                  |
| 1970                                             | 1970                                             |                                                  | 278                                              |                                                  |
| 1975                                             | 1975                                             |                                                  | 276                                              |                                                  |
| 1980                                             | 1980                                             |                                                  | 283                                              |                                                  |
| 1990                                             | 1990                                             |                                                  | 306                                              | 40                                               |
| 1995                                             | 1995                                             |                                                  | 305                                              | 40                                               |
| 2000                                             | 2000                                             |                                                  | 295                                              | 40                                               |
| 2005                                             | 2005                                             |                                                  | 321                                              | 40                                               |
| 2010                                             | 2010                                             |                                                  | 371                                              | 41                                               |
| 2015                                             | 2015                                             |                                                  | 391                                              | 45                                               |
| 2018                                             | 2018                                             |                                                  | 373                                              | 48                                               |
| 2020                                             | 2020                                             |                                                  | 383                                              | 47                                               |
|                                                  |                                                  |                                                  |                                                  |                                                  |

## Samhället
Lilla Harrie kyrka är sockenkyrka och ligger mitt i byn. 

## Näringsliv
Lilla Harrie valskvarn är största arbetsgivare.